# Tina York
Tina York, familienaam Monika Schwab (Bingen, 29 april 1954) is een Duitse schlagerzangeres. Haar grootste succes had ze in 1974 met Wir lassen uns das Singen nicht verbieten.

## Carrière
Na school werkte ze als assistente bij een advocaat. In 1969, op 14-jarige leeftijd, nam ze haar eerste mislukte single op onder de artiestennaam Monia. In 1970 werd ze ontdekt door Rudi Wolpert bij het huwelijk van haar zus Mary Roos. Datzelfde jaar verscheen haar eerste single onder de artiestennaam Tina York met Oh Mama Good Bye, een Duitse versie van de hit Me and My Life van The Tremeloes. De zangeres stond van 1970 tot 1976 onder contract bij CBS Records en werkte samen met producenten als Peter Orloff en Jack White.
York was te gast in tal van muziekprogramma's op televisie, waaronder in totaal 17 keer in de ZDF-hitparade van 1970 tot 1981, waar ze in 1974 de eerste plaats behaalde met het nummer Wir lassen uns das Singen nicht verbieten, geschreven door White en Fred Jay. Met Wo die Sonne scheint, Liechtensteiner Polka (beide 1974) en Ein Adler kann nicht fliegen (1977) wist York zich bij de eerste drie nummers te plaatsen. In 1976 nam York deel aan de Duitse voorlopige beslissing voor het Eurovisiesongfestival met het nummer Das alte Haus en behaalde de laatste plaats. De titel, die was gebaseerd op de toen populaire discostijl, werd in eerste instantie niet als single of op een album uitgebracht, waarschijnlijk vanwege dit resultaat. Pas in 2001 verscheen Das alte Haus op de uitgebreide compilatie Stationen: Von heute bis morgen.
York behaalde verdere successen in de Duitse airplay-hitlijsten vanaf 1976 met Gib dem Glück eine Chance (1976), Ein Mann wie du (1977) en Ein Lied für Maria (1978) en de beide Top-10-Hits Ein Adler kann nicht fliegen (1977) en Ich bin da (1981). York nam in de jaren 1970 de drie studioalbums Wir lassen uns das Singen nicht verbieten (1975), Ich bring' dir heut' ein Ständchen (1977) en Mein Weg zu dir (1978) op.
Na een onderbreking van 29 jaar en talloze compilaties van haar hits en singles, werd in 2007 het nieuwe album Ich träume mit dir uitgebracht. In 2018 nam ze deel aan het twaalfde seizoen van het RTL-programma Ich bin ein Star – Holt mich hier raus!, waarin ze de derde plaats behaalde achter Daniele Negroni en seizoenswinnaar Jenny Frankhauser.

## Privéleven
Ze werd af en toe met de wijnhandelaar Hardy Rodenstock gezien en woont nu in Braunfels.

## Discografie

### Singles
- 1968: Laß mich lieber geh'n
- 1970: Oh Mama Good Bye
- 1970: Der nächste Sonntag kommt bestimmt
- 1971: Der Sonntag mit dir
- 1971: Ausgerechnet Du
- 1971: Papa ist dafür
- 1972: Einer wird kommen
- 1973: Wo die Sonne scheint
- 1973: Warum denn morgen
- 1974: Liechtensteiner Polka
- 1974: Wir lassen uns das Singen nicht verbieten
- 1975: Wir seh'n uns wieder
- 1975: Monsieur le Général
- 1975: Umarmst du mich, umarm ich dich
- 1976: Das alte Haus
- 1976: Zwei junge Menschen
- 1976: Gib dem Glück eine Chance
- 1976: Rosi, du warst wunderbar! (Ziwul – Ziwul – Ziwula)
- 1977: Ein Mann wie du
- 1977: Ein Adler kann nicht fliegen
- 1978: Wie ein Grashalm im Herbstwind
- 1978: Ein Lied für Maria
- 1979: Dieter
- 1979: Es gibt nicht nur einen Mann im Leben
- 1979: Heute kann uns mal die Welt gestohlen bleiben
- 1980: Zuviel Schnaps im Blut tut der Liebe nicht gut
- 1980: Primaballerina
- 1981: Ich bin da
- 1982: Aber trotzdem bist du immer noch mein Mann
- 1982: Aiko Aiko
- 1984: Little River
- 1986: Es ging mir noch nie so gut (I Wanna Wake Up with You)
- 1987: Ich will einen Mann mit Zärtlichkeit
- 1989: Das Haus am Meer
- 1992: Gino – Lass' mich heut' Nacht nicht erfrieren
- 1995: Doch was ich immer sehr gut kann …
- 1996: Heute Nacht
- 1998: Jetzt oder nie
- 1999: Ich bin keine Sünde
- 2000: Nicht von schlechten Eltern
- 2000: Viel zu nah am Feuer
- 2001: Tief in meinem Herz…
- 2001: Ich darf das!
- 2002: Irgendwas ist immer
- 2003: Ich steh’ neben mir, steh’ ich neben Dir
- 2004: Wie kann ich von Dir träumen
- 2004: Woher soll ich heute wissen, was ich morgen will
- 2004: Du bist Champagner für die Augen
- 2006: Manchmal darf man ja noch träumen
- 2006: Wenn ich schlaf, bin ich ein Engel
- 2007: Warum gerade du
- 2007: Schöne Männer küsst man nicht
- 2007: Wieviel Liebe ist zuviel
- 2008: Irgendwie hab ich dich aus den Augen verlor'n
- 2008: Keine Angst, ich bin ja bei dir
- 2009: Kochen kann er besser als ich
- 2009: Heut' abend lass ich die Seele baumeln
- 2010: Ciao mein Lieber – Ciao!
- 2010: Männer lügen nie
- 2014: Das mach' ich doch mit links
- 2015: Da hör' ich mich nicht 'Nein' sagen
- 2016: Der Sommer ist da wo du bist

### Promopublicaties
- 2004: Woher soll ich heute wissen, was ich morgen will
- 2005: Du bist Champagner für die Augen
- 2006: Manchmal darf man ja noch träumen
- 2006: Wenn ich schlaf bin ich ein Engel
- 2007: Wieviel Liebe ist zuviel
- 2008: Irgendwie hab’ ich Dich aus den Augen verlor’n
- 2008: Keine Angst, ich bin ja bei dir
- 2009: Kochen kann er besser als ich
- 2009: Heut Abend lass’ ich die Seele baumeln
- 2010: Männer lügen nie
- 2011: Draussen geht schon gleich die Sonne auf
- 2011: Ich schaff’ es nicht, Dich nicht zu lieben

### Albums
- 1974: Wir lassen uns das Singen nicht verbieten
- 1977: Ich bring' dir heut' ein Ständchen
- 1979: Mein Weg zu dir
- 2007: Ich träume mit dir

### Compilaties
- 1989: Das grosse deutsche Schlager-Archiv
- 1989: Ihre Großen Erfolge
- 1995: Ihre Großen Erfolge
- 1995: Meine schönsten Lieder
- 2001: Stationen von heute bis gestern
- 2004: Wir lassen uns das Singen nicht verbieten
- 2005: Grosse Erfolge
- 2009: Best of Tina York 2009
- 2014: Typisch ich! So bin ich – So war ich
- 2018: Ich darf das!
- 2018: Für immer – Gestern – Morgen – Jetzt

- Gemeinsame Normdatei: 134562542
- International Standard Name Identifier: 0000 0000 5795 4471
- MusicBrainz: b3b28e9e-9292-415b-ab66-3ab7dcd231cf
- Virtual International Authority File: 79673042
- WorldCat: E39PBJdWVhDv9KG4hjckdV8Bfq